# ری چتم
ری چتم (انگلیسی: Ray Chatham; ۲۰ ژوئیهٔ ۱۹۲۴ – ۱۹۹۹ (۷۴−۷۵ سال)) بازیکن فوتبال اهل بریتانیا بود.
از باشگاه‌هایی که در آن بازی کرده‌است می‌توان به باشگاه فوتبال ولورهمپتون واندررز، باشگاه فوتبال مارگیت، و باشگاه فوتبال نوتس کانتی اشاره کرد.